# Гранітний степ (заказник)
Грані́тний степ — ботанічний заказник загальнодержавного значення в Україні. Розташований у межах Долинського району Кіровоградської області, між селами Іванівка та Олександрівка. 
Площа 13,3 га. Створений згідно з Указом Президента України від 12 вересня 2005 року № 1238/2005. Перебуває у віданні Олександрівської сільської ради. 
Створений з метою охорони частини балки (в долині річки Боковеньки) з відслоненнями гранітів, гротами та добре збереженою степовою рослинністю. Зростають ковила волосиста, ковила Лессінга, сон чорніючий, астрагал шерстистоквітковий, тюльпан бузький. З тварин трапляються сліпак подільський, лунь польовий, занесені до Червоної книги України.